# Davis-Cup-Mannschaft der Niederländischen Antillen
Die Davis-Cup-Mannschaft der Niederländischen Antillen war die Tennisnationalmannschaft der Niederländischen Antillen. Seit 2007 nimmt Aruba, das zu den Antillen gehörte, mit einer eigenen Mannschaft am Davis Cup teil.

## Geschichte
1998 nahmen die Niederländischen Antillen erstmals am Davis Cup teil. Insgesamt dreimal erreichten sie die zweite Runde in der Amerika-Gruppenzone II, ihr bestes Resultat. Die meisten Siege für die Mannschaft konnte Jean-Julien Rojer mit 40 Erfolgen verbuchen, davon 28 im Einzel. Mit 29 Partien war er gleichzeitig Rekordspieler. Nach der Auflösung der Niederländischen Antillen am 10. Oktober 2010 war die Saison 2011 die letzte der Mannschaft. 